# Ellierode (Hardegsen)
Ellierode ist ein Ortsteil der Kleinstadt Hardegsen im Landkreis Northeim in Niedersachsen.

## Geographie
Ellierode liegt am Südostrand des Sollings im Tal des Schöttelbaches, der ca. 3 km westlich des Ortes entspringt und in Hardegsen in die Espolde mündet. Das Dorf erstreckt sich beidseitig des Baches und nach Südosten auf die Hänge des Gladeberges. Die Nachbarorte sind Hardegsen im Nordosten, Lichtenborn im Nordwesten, Hettensen und Asche im Südwesten und Südosten. Im Südosten auf der anderen Seite des Gladeberges liegt Gladebeck ohne direkte Straßenverbindung nach Ellierode.

## Name
Die erste überlieferte Namensform des Dorfes lautet Aldiggerod. Es handelt sich um einen der in der Region weniger häufig vorkommenden Ortsnamenstyp mit der Endung „-ingerode“ (vgl. die häufigere Endung „-rode“). Das Bestimmungswort ist der Personenname Aldo, der mit dem heutigen Wort „alt“ verwandt ist. Übertragen hat der Ortsname die Bedeutung „Rodung der Leute des Aldo“.

## Geschichte
Ellierode wurde im Jahr 1055 das erste Mal in einer Urkunde erwähnt. Im heutigen Ort gibt es zwei alte Siedlungsschwerpunkte: südlich des Schöttelbaches im Bereich der Kirche und nördlich des Baches entlang der alten Wegeverbindung und heutigen Straße nach Hardegsen. Ellierode war seit dem Mittelalter eines der Amtsdörfer von Hardegsen und als Pfarrdorf auch für die Betreuung des benachbarten Ortes Hettensen zuständig.
Das Ortsbild von Ellierode ist heute hauptsächlich von stark veränderten und neueren Gebäuden geprägt. Der Ort wurde am 1. Juni 1970 in die Stadt Hardegsen eingegliedert.

## Politik

### Ortsrat
Ellierode hat einen fünfköpfigen Ortsrat, der seit der Kommunalwahl 2021 ausschließlich von Mitgliedern der "Bürgerliste Ellierode" besetzt ist. Die Wahlbeteiligung lag bei 70,16 Prozent.
Ortsbürgermeister ist Eckhard Hübner.

### Wappen
Das Wappen von Ellierode zeigt einen Steinmarder auf mehreren Steinen.
Die Ellieröder tragen auch den Spitznamen 'Steinmarder'.

## Kultur und Sehenswürdigkeiten

### Sehenswürdigkeiten

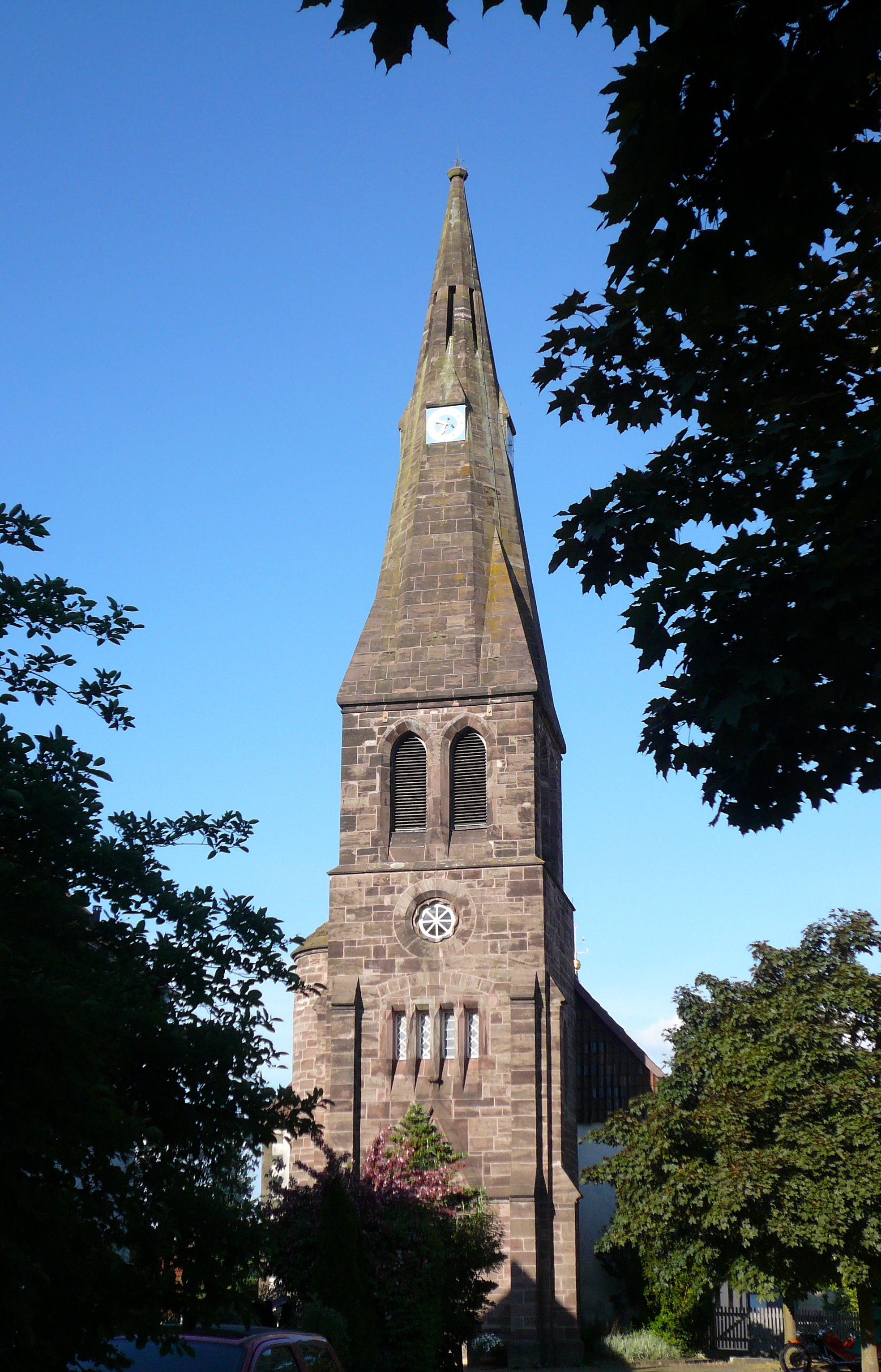
Westansicht der Ellieröder Kirche mit Sandsteinturm

Die Kirche von Ellierode ist ein schlichter verputzter Rechteckbau und wurde 1748–49 erbaut. Die Fenstereinfassungen und die Eckquaderung bestehen aus Sandstein, die Decke des Kirchensaales ist als hölzernes Tonnengewölbe gestaltet. Eine Besonderheit stellt der vergleichsweise aufwendige neugotische Kirchturm aus dem Jahre 1865 dar, der bis in die Spitze aus Sandsteinen gemauert ist.

### Regelmäßige Veranstaltungen
Traditionen sind
- der Ellieröder Karneval
- das Silvestersingen am 31. Dezember anstatt des Martinssingen
- der Umzug des Neujahrbocks am 31. Dezember
- die alljährliche Sportwoche
- das alljährliche Osterfeuer durch den Junggesellenclub Ellierode
- das alljährliche Eierbacken am Ostermontag
- der Tanz in den Mai
- der Weihnachtsmann und der Ausschank von Glühwein an Heiligabend

Für die Traditionspflege in Hinsicht auf Weihnachten, Ostern, Mai und Silvester ist der Junggesellenclub Ellierode verantwortlich.

### Vereine
- Neben Gymnastik- und Tanzgruppen hat sich der Fußball seit der Gründung des Sportvereins Ellierode e. V. als beliebteste Sportart etabliert. Dabei stellt der SV Blau-Weiß Ellierode neben einer 1. Herren (Kreisliga Northeim-Einbeck), einer 2. Herren (3. Kreisklasse) ebenfalls eine Frauenfußballmannschaft.
- Freiwillige Feuerwehr
- Feuerwehrspielmannszug, 7-facher Gewinner der Kreismeisterschaften des Kreismusikverbandes Northeim (Aufgelöst)
- Junggesellenclub, der sich um die Traditionen kümmert
- Die „Fitness-Tenne“, das innerörtliche Fitness-Studio
- Kart-Club von 1995
- die Band "SchottenROCK"
- weitere Vereine

## Infrastruktur

### Verkehr
Ellierode liegt an der Landstraße L557 von Hettensen nach Lichtenborn, von der im Ort die Straße nach Hardegsen abzweigt. Die von Ost-West-Richtung durch den Ort führende Sollingstraße nördlich des Schöttelbaches war bis zum Neubau der Bundesstraße nördlich von Ellierode ein Teil der B 241, die von Northeim über Hardegsen und Uslar an die Weser führt. Die nächstgelegene Bahnstation ist Hardegsen.

### Bauwerke
- Dorfgemeinschaftshaus
- Sportplatz, Bolz- und Kinderspielplatz
- Parkanlage am Dorfgemeinschaftszentrum